# Benedict Cumberbatch
Benedict Timothy Carlton Cumberbatch (Hammersmith, Londen, 19 juli 1976) is een Engelse film-, televisie- en theateracteur. Hij werd in 2015 genomineerd voor onder meer een Oscar, een Golden Globe en een BAFTA Award voor zijn rol als Alan Turing in The Imitation Game. Hij kreeg meer dan dertig filmprijzen daadwerkelijk toegekend, waaronder een Emmy Award voor zijn hoofdrol in de televisieserie Sherlock en een BAFTA Award voor die in de miniserie Patrick Melrose. In 2022 kreeg hij een ster op de Hollywood Walk of Fame.

## Jeugd en opleiding
Cumberbatch is de zoon van acteur Timothy Carlton (geboortenaam Timothy Carlton Cumberbatch) en actrice Wanda Ventham. Hij werd opgeleid op twee scholen: eerst op Brambletye School in West Sussex, en vervolgens aan de prestigieuze Harrow School in het noordwesten van Londen, waar hij begon met acteren. Na zijn afstuderen nam hij een sabbatical van een jaar om Engels te doceren in een Tibetaans klooster. Vervolgens studeerde hij drama in Manchester. Na zijn afstuderen aldaar werd Cumberbatch verder geschoold op de London Academy of Music and Dramatic Art.

## Carrière

### Theater
Sinds 2001 heeft Cumberbatch grote rollen gespeeld in het Open Air Theatre, Regent's Park, Almeida Theatre, Royal Court Theatre, en het National Theatre. Hij werd genomineerd voor een Laurence Olivier Award voor beste prestaties in een bijrol voor zijn optreden als Tesman in Hedda Gabler, een rol die hij speelde in het Almeida Theatre in 2005, alsmede in het Duke of York's Theatre, voor het werd overgedragen aan het West End op 19 mei 2005. 
Hij speelde de hoofdrol in Michael Dobbs' toneelstuk Turning Point, dat live werd uitgezonden op Sky Arts Channel. Dit toneelstuk met enkel twee spelers beschreef een ontmoeting in oktober 1938 tussen de Sovjet-spion Guy Burgess, toen een jonge werknemer van de BBC, en Winston Churchill. Cumberbatch speelde Burgess; Churchill werd gespeeld door Matthew Marsh, die ook een bijrol in Hawking had.
Cumberbatch speelde in The Children's Monologues, een theaterevenement in Londen's Old Vic Theatre op 14 november 2010. Deze show was geproduceerd door Dramatic Need. In februari 2011 vertolkte hij samen met Jonny Lee Miller zowel Dr. Frankenstein als het monster, in Danny Boyles versie van Mary Shelleys Frankenstein in het National Theatre. Hij won hiermee, samen met Jonny Lee Miller, een Laurence Olivier Award in 2012.

### Televisie

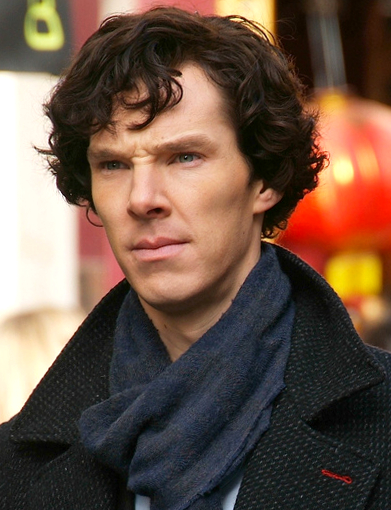
Cumberbatch als Sherlock Holmes in London, maart 2010

Cumberbatch' televisierollen omvatten twee aparte gastrollen in Heartbeat (2000, 2004), Freddy in Tipping the Velvet (2002), Edward Hand in Cambridge Spies (2003) en Rory in de ITV-tragikomedie Fortysomething (2003). Hij speelde ook in Spooks en Silent Witness.
In 2004 speelde hij Stephen Hawking in Hawking. Voor deze rol werd hij genomineerd voor de BAFTA TV Award voor beste acteur en hij won de Golden Nymph voor televisiefilms - beste prestaties door een acteur. Later verzorgde hij Hawkings stem in de eerste aflevering van de televisieserie Curiosity. Hij verscheen ook in de BBC-miniserie Dunkirk als luitenant Jimmy Langley.
In 2005 speelde Cumberbatch Edmund Talbot in de miniserie To the Ends of the Earth. Deze serie is gebaseerd op William Goldings gelijknamige trilogie. Hij verscheen ook meerdere malen in de sketchshow Broken News. Daarna speelde hij met Tom Hardy in een televisiebewerking van het boek Stuart: A Life Backwards, die in september 2007 bij BBC werd uitgezonden. 
In 2008 vertolkte hij de hoofdrol in de BBC-miniserie The Last Enemy, waarvoor hij genomineerd werd voor een Satellite Award voor beste acteur in een miniserie of televisiefilm. 
In 2009 speelde Cumberbatch de hoofdrol in Marple: Murder Is Easy als Luke Fitzwilliam. Hij speelde Bernard in de televisiebewerking van Small Island; dit leverde hem een nominatie op voor een BAFTA Television Award voor beste bijrol. 
Cumberbatch voorzag de zesdelige serie South Pacific, die van mei tot en met juni 2009 werd uitgezonden, van commentaar. Ook speelde hij Vincent van Gogh in Van Gogh: Painted with Words. 
In 2010 begon hij met het vertolken van Sherlock Holmes in het eerste seizoen van de BBC-serie Sherlock, die door de critici lovend ontvangen werd en zijn doorbraak bij een breed publiek zou betekenen.
Samen met Rebecca Hall speelde hij het koppel Christopher en Sylvia Tietjens in Parade's End, een BBC/HBO-miniserie die in augustus/september 2012 werd uitgezonden op BBC 2. De serie bestaat uit vijf afleveringen; geregisseerd door Susanna White en bewerkt door de Britse toneelschrijver Tom Stoppard.
In 2021 en 2023 sprak Cumberbatch de stem in van Doctor Stephen Strange voor zes afleveringen van de eerste twee seizoenen van de animatieserie What If...? op Disney+.

### Film
- To Kill a King - Royalist (2003)
- Starter for 10 - Patrick Watts (2006)
- Amazing Grace - William Pitt the Younger (2006)
- Atonement - Paul Marshall (2007)
- The Other Boleyn Girl - William Carey (2008)
- Burlesque Fairytales - Henry Clark (2009)
- Creation - Joseph Hooker (2009)
- Four Lions - Negotiator (2010)
- Third Star - James (2010)
- The Whistleblower - Nick Kaufman (2010)
- Tinker Tailor Soldier Spy - Peter Guillam (2011)
- War Horse - Majoor Stewart (2011)
- Wreckers - David (2011)
- The Hobbit: An Unexpected Journey - de Necromancer (2012)
- Star Trek: Into Darkness - Khan Noonien Singh (2012)
- 12 Years a Slave - William Ford (2013)
- The Fifth Estate - Julian Assange (2013)
- August: Osage County - Little Charles Aiken (2013)
- The Hobbit: The Desolation of Smaug - Sauron/Smaug (2013)
- Penguins of Madagascar - Classified (2014) (animatie, stem)
- The Hobbit: The Battle of the Five Armies - Sauron/Smaug (2014)
- The Imitation Game - Alan Turing (2014)
- Black Mass - Billy Bulger (2015)
- Doctor Strange - Doctor Strange en Dormammu (2016)
- The Current War - Thomas Edison (2017)
- Thor: Ragnarok - Doctor Strange (2017)
- Avengers: Infinity War - Doctor Strange (2018)
- The Grinch - Thee Grinch (2018) (animatie, stem)
- Avengers: Endgame - Doctor Strange (2019)
- 1917 - Colonel Mackenzie (2019)
- The Courier -  Greville Wynne (2020)
- The Electrical Life of Louis Wain - Louis Wain (2021)
- The Mauritanian - Stuart Couch (2021)
- The Power of the Dog - Phil Burbank (2021)
- Spider-Man: No Way Home - Doctor Strange (2021)
- Doctor Strange in the Multiverse of Madness - Doctor Strange en alternatieve Dr. Strange versies (2022)
- We Live in Time (2024, als uitvoerend producent)[1]
- The Phoenician Scheme (2025)

### Radio
In mei 2009 zond BBC Radio 4 een bewerking van John Mortimers boek Rumpole and the Penge Bungalow Murders uit. Cumberbatch speelde de jonge Rumpole en Timothy West nam de rol van de oude Rumpole op zich. Ook vertolkte Cumberbatch piloot Martin Crieff in BBC’s Cabin Pressure, een comedyhoorspel over een luchtvaartmaatschappij met vier crewleden. Daarnaast heeft hij in 2013 zijn stem verleend aan de engel Islington in het radiohoorspel van Neil Gaimans Neverwhere van de BBC.

### Overig
Het Britse blad GQ riep hem in 2011 uit tot ‘beste acteur van het jaar'.